# Matupi

Blick auf die Blanchebucht mit der Insel Matupi zur deutschen Kolonialzeit um 1910

Dorf auf Matupi zur deutschen Kolonialzeit um 1910

Matupi (auch Henderson-Insel genannt) war eine Insel in der Blanchebucht im Nordosten der Gazelle-Halbinsel des Bismarck-Archipels in der Inselrepublik Papua-Neuguinea. Durch vulkanische Vorgänge in der Region wurde sie im Mai 1937 zur Halbinsel.

## Frühe europäische Kontakte
Im Juli 1872 besuchte HMS Blanche unter Kapitän Simpson die Gewässer um Matupi und ankerte nordwestlich der Insel. In europäische Seekarten wurde das Becken als „Simpson Harbour“ eingetragen und die Matupi umgebende Bucht als „Blanche Bay“ (später eingedeutscht zum „Simpsonhafen“ bzw. zur „Blanchebai“ oder „Blanchebucht“) bezeichnet.
Die Hamburger Firma J.C. Godeffroy & Sohn (nachmalig Deutsche Handels- und Plantagengesellschaft (DHPG)) setzte im April 1873 einen europäischen Händler auf der Insel auf, der sich aber nicht halten konnte und nach Amakada (Duke-of-York-Inseln) floh.

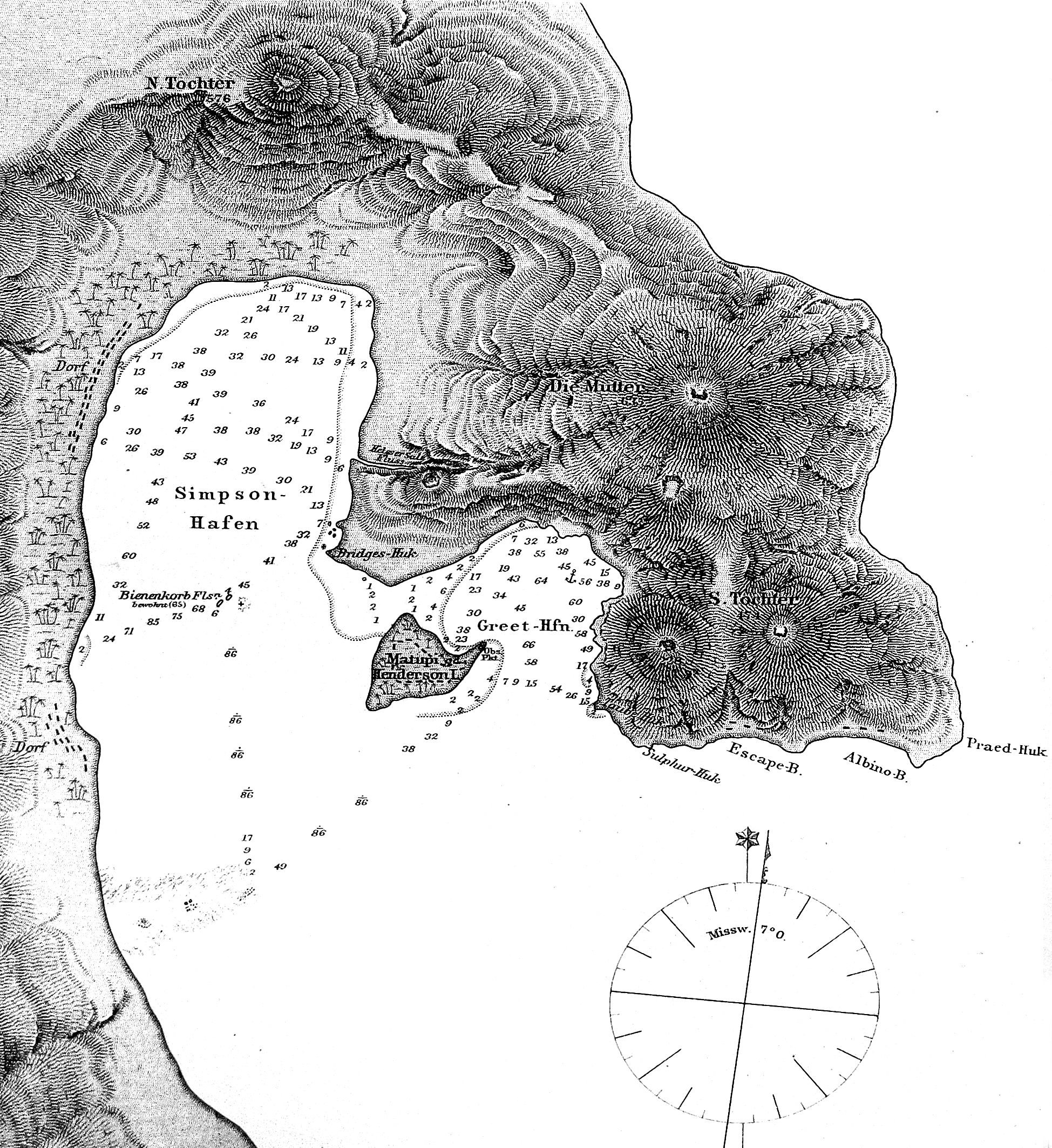
Matupi und die Blanchebucht lt. Vermessung der Gazelle (August 1875)

Im August 1875 fuhr die Gedeckte Korvette Gazelle, die sich auf einer Forschungsfahrt befand, in den Simpsonhafen ein, vermaß die Küstenlinien, den Ankergrund, Matupi und den östlich gelegenen „Greet-Hafen“. Noch im selben Monat besuchte der Wesleyanische Missionar George Brown einen der Bezirke der Insel. Bis zum Ende des Jahres kamen in Browns Begleitung auch mehrere Handelskapitäne nach Matupi, unter ihnen der australbritische Küstenfahrer Alexander Ferguson und der spätere Hamburger Kaufmann Eduard Hernsheim. Die Wesleyanische Mission erwarb im letzten Quartal 1875 ein Grundstück im Süden und stationierte hier einen Geistlichen von Fidschi.
An der Nordspitze Matupis errichteten Hernsheim & Co im Jahr 1877 ihre Station „Rolavio“ und bauten sie ab 1879 zur Hauptstation für den Kopraexport aus. In späteren Jahren kam eine zweite, größere Faktorei an der Ostküste hinzu, ferner ein Gasthaus im Nordwesten zur Bewirtung von Marinesoldaten, das ebenso von Hernsheim & Co betrieben wurde.
Am 3. November 1884 führten die Kommandanten der Gedeckten Korvette Elisabeth und des Kanonenbootes Hyäne in Anwesenheit von Otto Finsch, zu dieser Zeit Agent der Neuguinea-Kompagnie, auf dem Gelände der Hauptniederlassung von Hernsheim & Co auf Matupi die Hissung der deutschen Nationalflagge durch, was später zur Gründung der Kolonie Deutsch-Neuguinea führte.
Bis 1899 war Matupi somit Teil des Schutzgebiets der Neuguinea-Kompagnie, zwischen 1899 und 1914 entsprechend Teil der Kolonie Deutsch-Neuguinea. Als Verkehrszentrum des Bismarck-Archipels bildete es den Ausgangspunkt für die Kolonialisierung des Inselgebiets.
Bereits ab 1881 wurden von Matupi Kohlelieferungen an Schiffe der Kaiserlichen Marine abgegeben, ab 1885 dann auch an Fahrzeuge der Kolonialverwaltung des östlichen Jurisdiktionsbezirks (Schutzgebiet der Neuguinea-Kompagnie). Seit September 1881 gab es an der Ostseite der Insel zu diesem Zweck einen steinernen Kai. Im ausgehenden 19. Jahrhundert war Matupi Anlaufpunkt der Postdampferlinie von Singapur und Batavia.

## Urbevölkerung und vorkoloniale Handelsbeziehungen
In der Frühzeit europäischen Handels lebten in insgesamt drei Bezirken Matupis etwa 150–200 Menschen. Indigene Handelsbeziehungen bestanden nur nach Amakada; dorthin ausgeführt wurden hauptsächlich Obst und Erdfrüchte zur Verproviantierung von Walfängern sowie Schildkrötenpanzer zum Weiterverkauf an Handelsschiffe. Veranlasst durch Kontakte zu europäischen Neusiedlern gewann Matupi ab 1880 bei der indigenen Bevölkerung an Bedeutung und verzeichnete bis 1888 eine Zuwanderung von rund 900 Bewohnern der Gazelle-Halbinsel. Für 1886 sind als Hauptdörfer „Kurapun“ im Westen und „Raulai“ im Osten dokumentiert. Der Naturforscher Otto Finsch, in den Jahren 1880/81 zu Gast bei Hernsheim & Co auf Matupi, beschrieb die Insulaner als „sehr sauber“ und von „ausgesprochen merkantilem Geist“.

## Geographische Veränderungen aufgrund vulkanischer Tätigkeit
Bei Ausbruch des Vulkanes „Mutter“ im Februar 1878 entstand nordwestlich Matupis die sogenannte „Vulkaninsel“. Während erneuter Aktivität der „Mutter“ im Mai 1937 wurden sowohl dieses Eiland als auch Matupi gehoben und letzteres durch eine ebenfalls gehobene Landzunge mit dem Festland verbunden. Laut mündlichen Berichten der Urbevölkerung geht ebenso das Entstehen Matupis auf einen Ausbruch der „Mutter“ im 19. Jahrhundert zurück. Durch das Entstehen der Halbinsel wurde der östlich von Matupi gelegene „Greet-Hafen“ vom Zugang zum „Simpson Harbour“ abgetrennt. Die Bucht trägt heute die Bezeichnung „Matupi Harbour“.